# Pz68主戰坦克
Pz68主戰坦克是瑞士把Pz61主戰坦克進一步發展的改良型，包括:
- 發動機馬力略為增加至660匹
- 採用較闊的履帶去減輕接力壓力
- 主炮加上垂直和水平穩定器
- 炮塔兩側各加上3個煙幕彈發射器，成為分別Pz68和Pz61的外型特徵

Pz68曾經是瑞士陸軍在1970年代至1980年代裝甲部隊的主力，但1983年瑞士決定購買豹2型坦克並修改成Pz87，Pz68在1990年代起逐漸自瑞士陸軍退役，至2003年全部被汰換。

## 基本資料
- 乘員：4人(車長、炮手、装填手和駕駛员)
- 車長：9.45公尺
- 車闊：3.06公尺
- 車高：2.72公尺
- 重量：40.8噸
- 最快速度：60公里/小時
- 續航距離：200公里
- 武裝：英製L7線膛炮1門+7.5毫米口徑MG 51機槍（英语：MG 51）
- 發動機：MTU MB837Ba-500水冷式柴油發動機(660匹馬力)

## 使用國家
- 瑞士

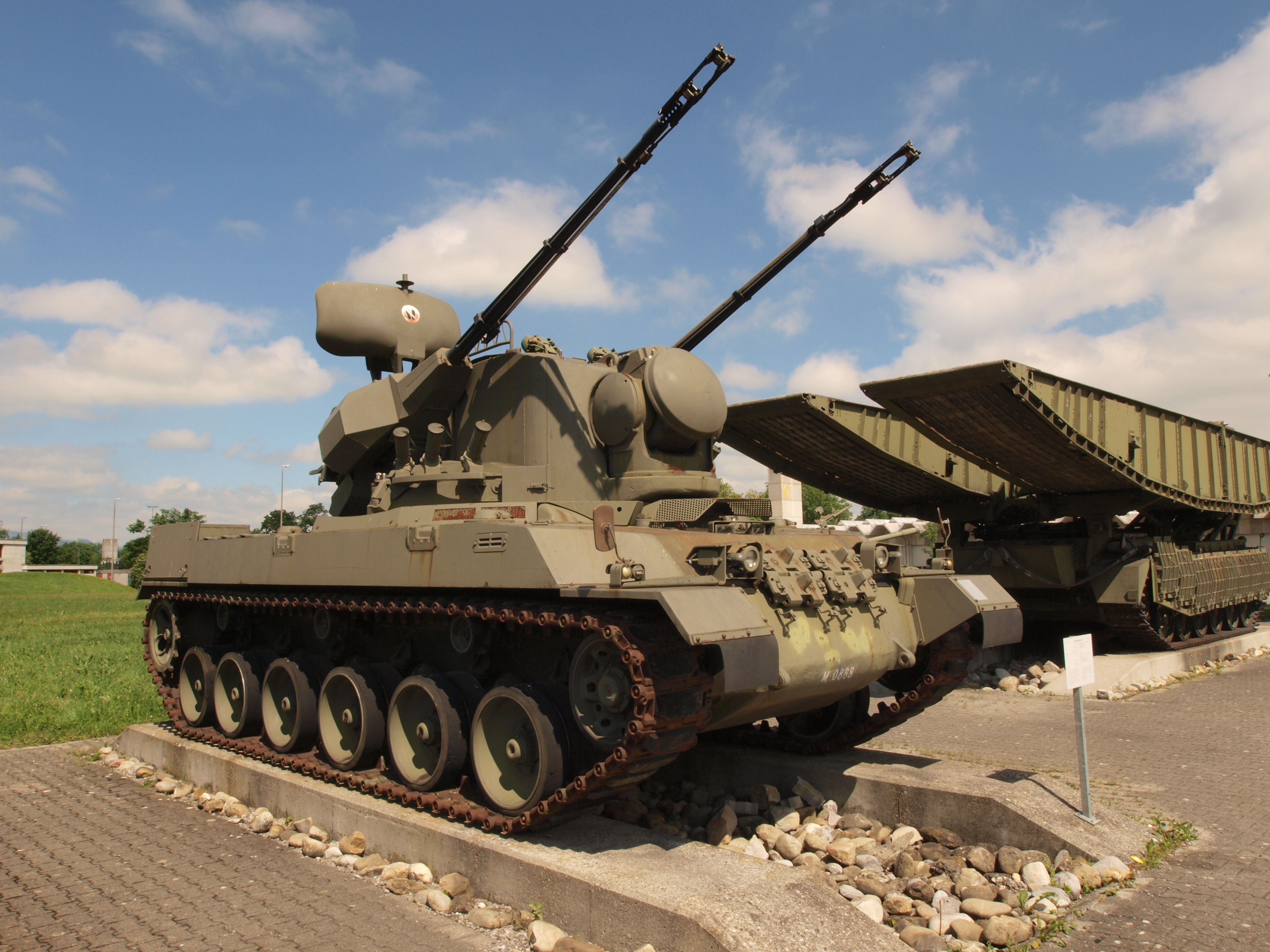
35 mm Flab Panzer B22L
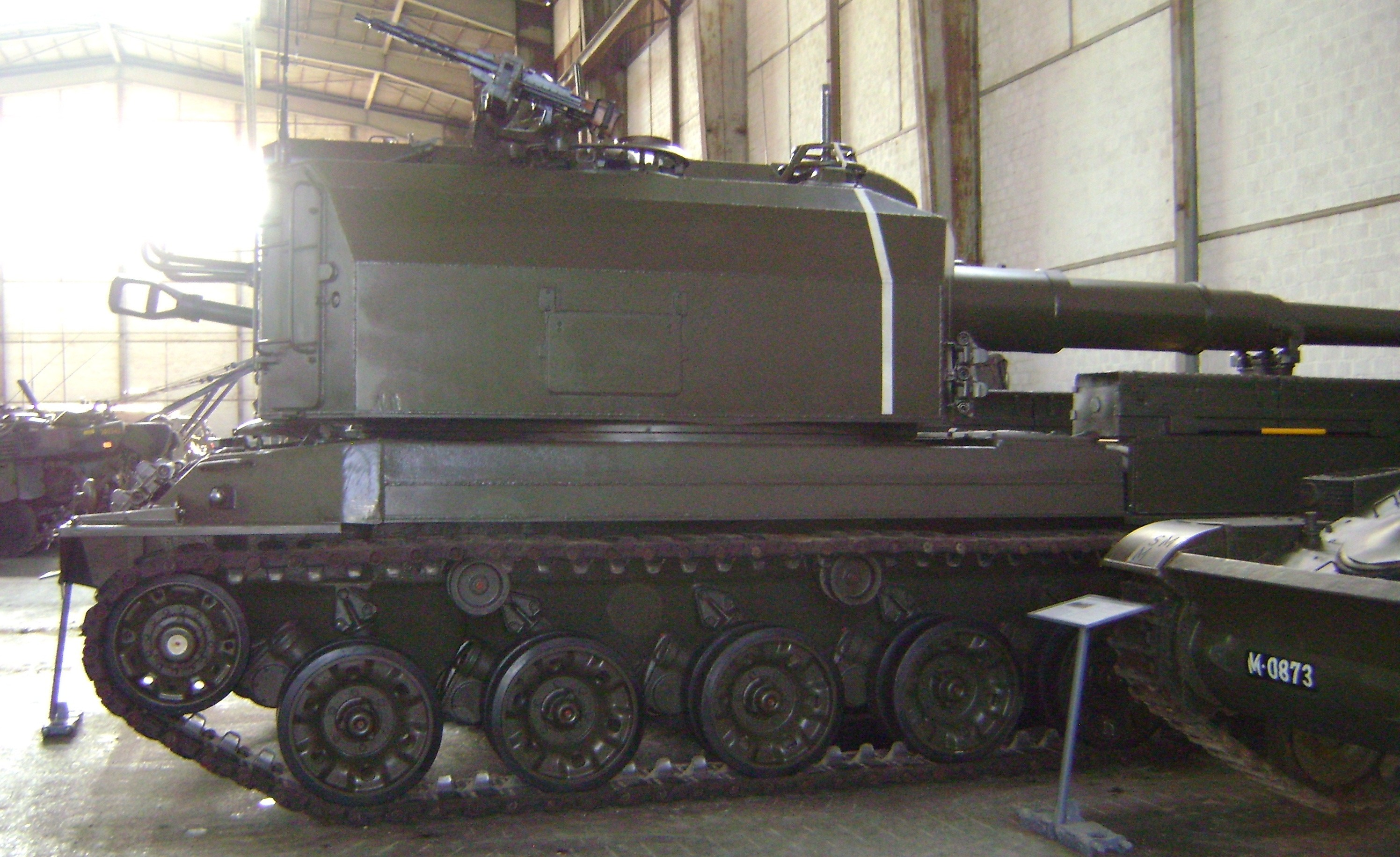
Panzerkanone 68
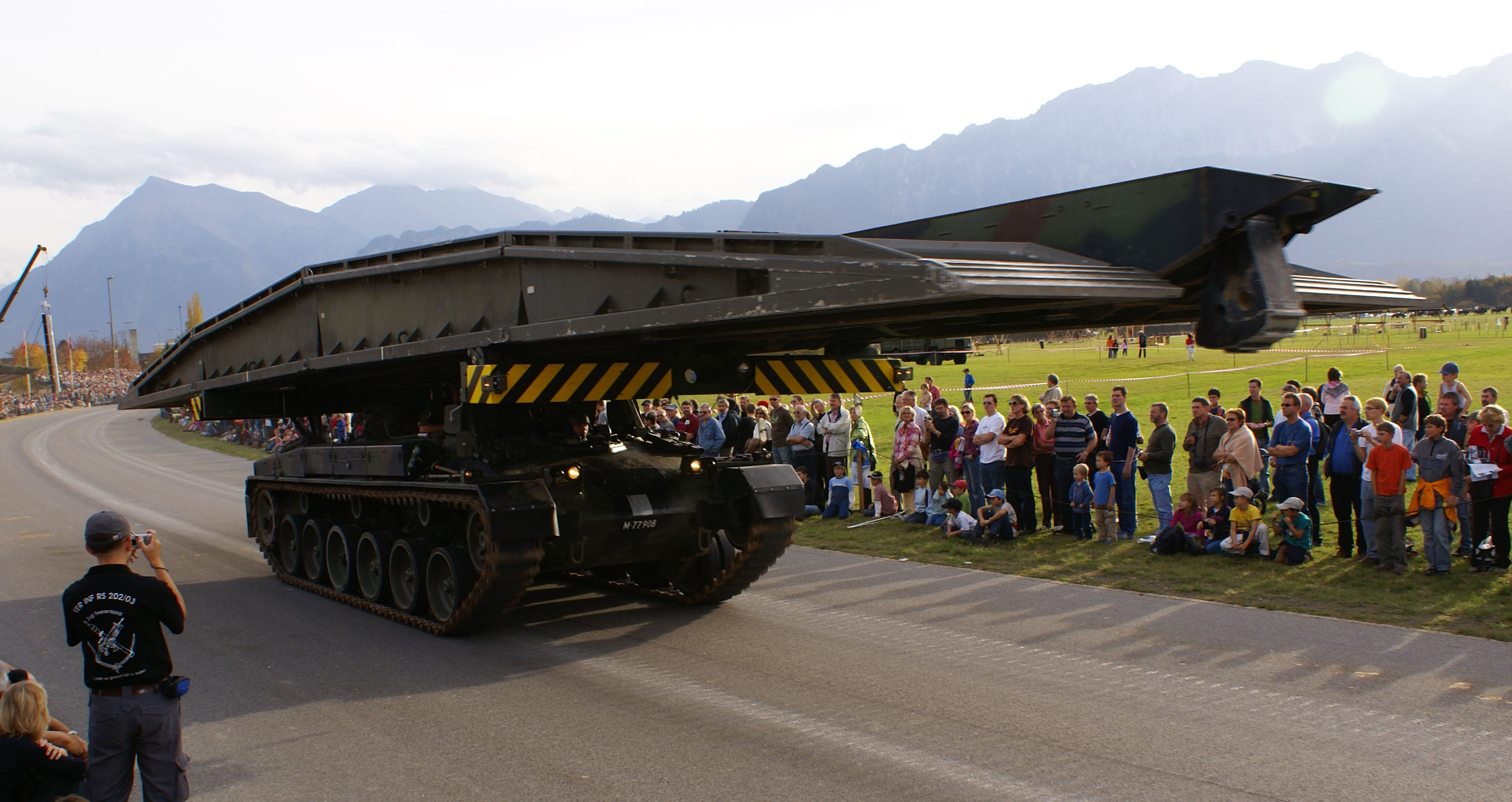
Brückenpanzer 68
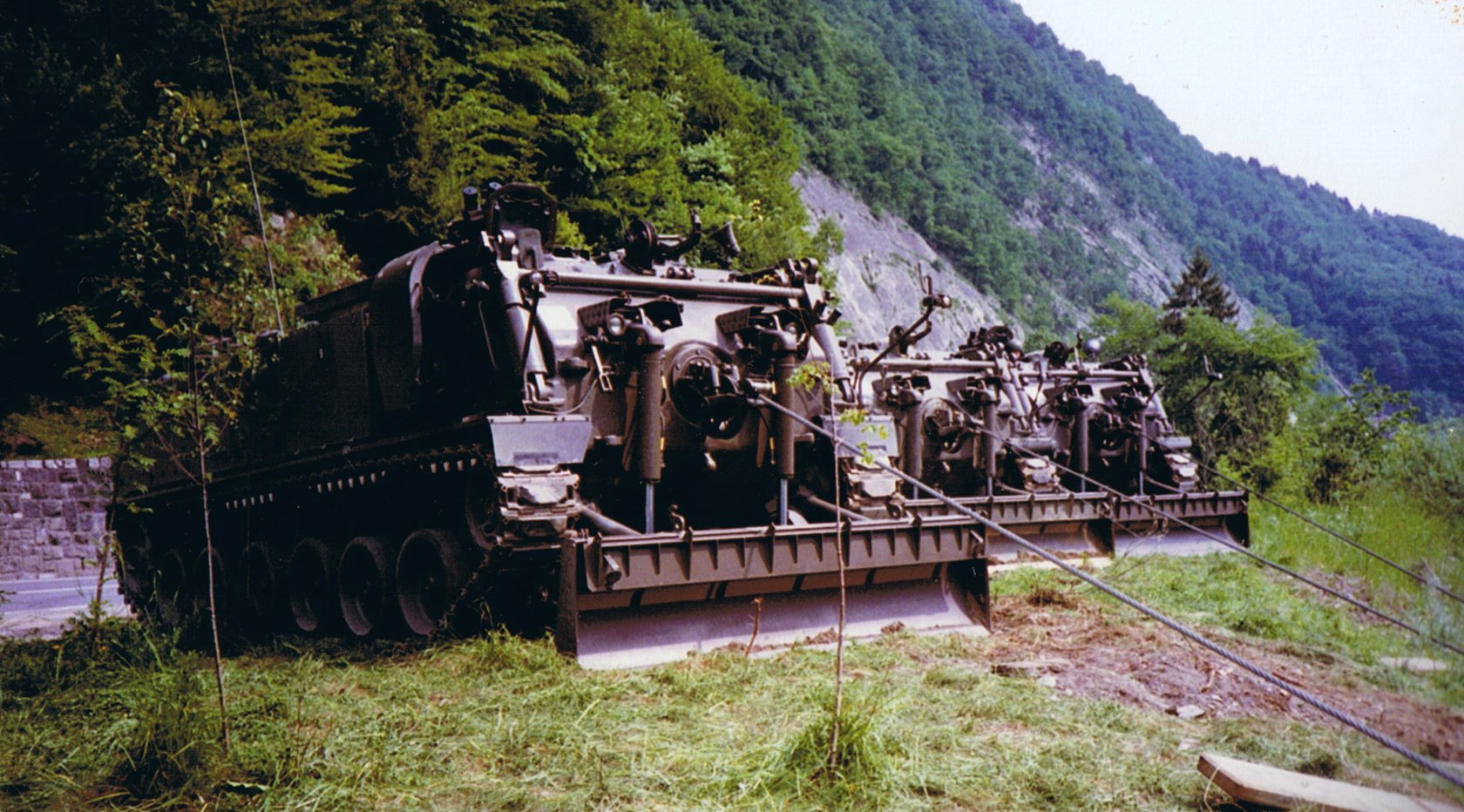
Entpannungspanzer65
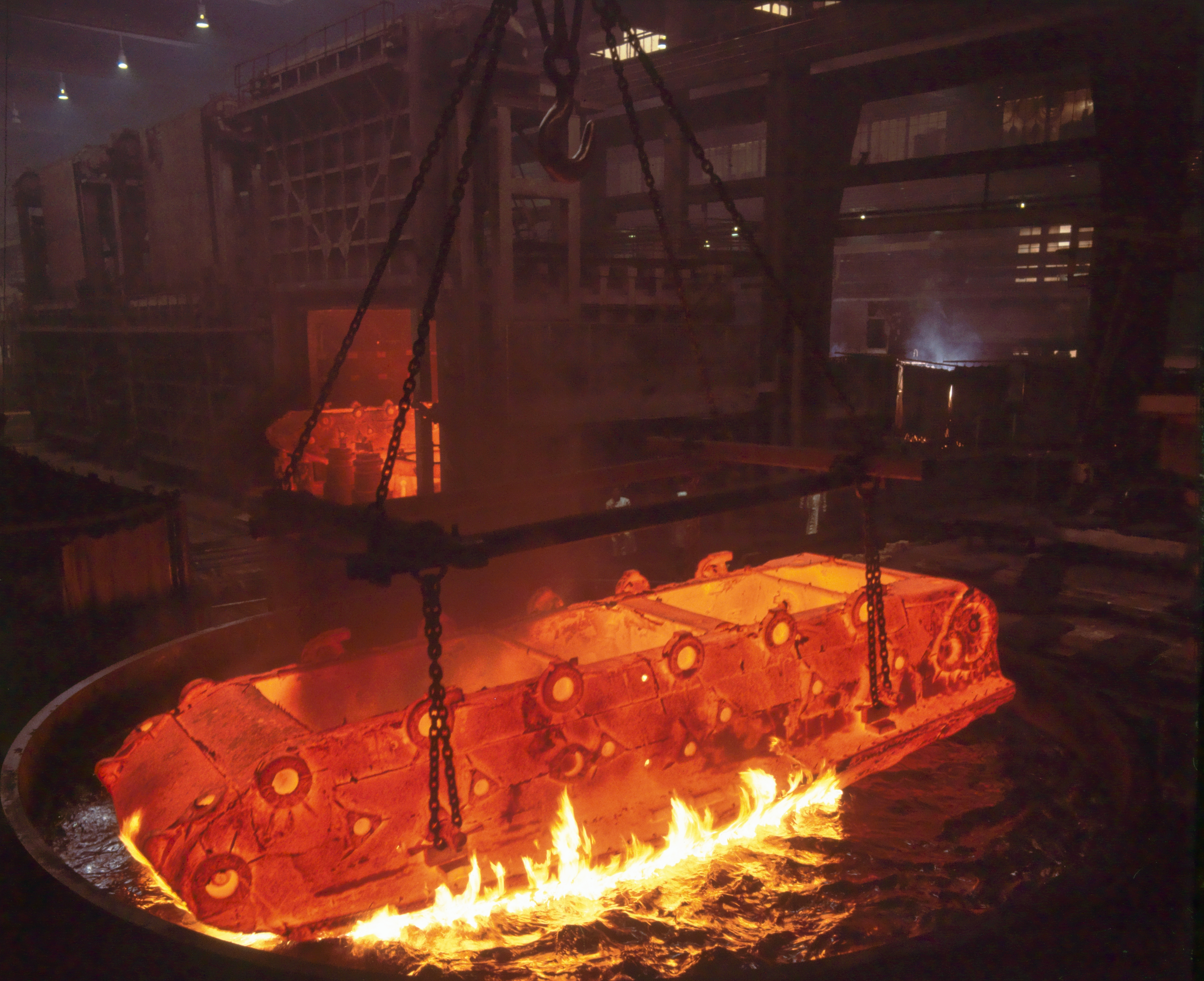
1977年時底盤進行熱處理的情況

## 外部連結
- 瑞士Pz61/68主战坦克

| 论 编 | 二戰後歐洲裝甲戰鬥車輛 |